# Gà Hubbard
Gà Hubbard (phát âm tiếng Việt như là: gà Hu-bát) là giống gà thịt công nghiệp cao sản có nguồn gốc từ Mỹ. Giống gà này được Nhà nước Việt Nam công nhận là một giống vật nuôi được phép kinh doanh, sản xuất tại Việt Nam (các dòng Hubbard Plex 577, 357, 61, VA).

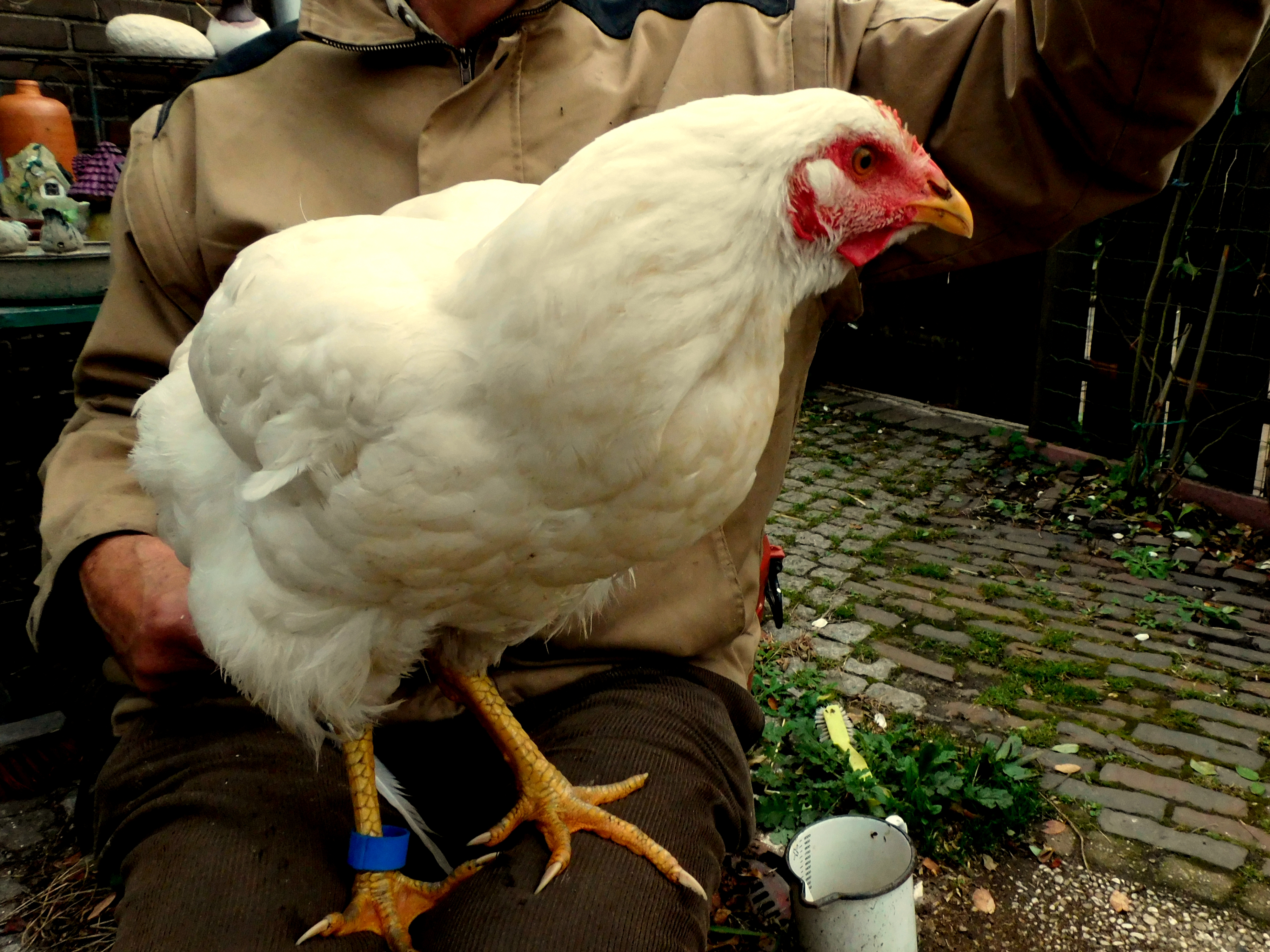
Một con gà Hubbard mái

## Đặc điểm
Gà có lông màu trắng, ngực rộng, thân hình nỡ nang. Sau 4 tháng gà mái đạt trọng lượng 3,6 – 3,8 kg, gà trống đạt 4 – 4,2 kg. Tiêu tốn thức ăn 2 kg thức ăn cho 1 kg tăng trọng. Có khả năng sinh trưởng nhanh, tỷ lệ nuôi sống cao từ 96-98%, thời gian nuôi từ 38-45 ngày, đạt trọng lượng từ 3,0-3,3 kg, tiêu tốn thức ăn từ 1,86 kg thức ăn/kg tăng trọng. Giống gà này phù hợp với những gia đình chăn nuôi có điều kiện về đất đai, vốn đầu tư, chuồng trại đồng bộ, hiện đại và người chăn nuôi phải có tay nghề cao. 

### Sinh sản
Trên đàn gà sinh sản trong giai đoạn hậu bị 1 – 20 tuần tuổi thì khối lượng cơ thể của đàn trống là 2940,00 g/con, đàn mái là 2120,g/con tương ứng là 2,4% và 0,47%, độ đồng đều tương ứng là 83,71%(trống) và 84,90% (mái). Tiêu tốn thức ăn là 8433,81 g/con đối với con mái và 10071,25 g/con đối với con trống. Tỷ lệ nuôi sống là 91,57% với con trống và 85,32% đối với con mái thấp hơn tiêu chuẩn 4,48%.
Trong giai đoạn từ 26 – 46 tuần tuổi. Tỷ lệ nuôi sống là 91,57% đối với đàn trống, 85,32% đối với đàn mái. Tuổi đẻ quả trứng đầu tiên ở 26 tuần tuổi đạt tỷ lệ 0,10%, tỷ lệ đẻ đạt 5% ở tuần tuổi 27, đỉnh cao ở tuần tuổi 40 đạt 72,10%. Tỷ lệ đẻ trung bình (26 – 46 tuần tuổi) là 54,25%, năng suất trứng lũy kế là 82,76 quả/mái. Tỷ lệ trứng giống là 89,96%. Tiêu tốn thức ăn để sản xuất ra 10 quả trứng là 2,99 kg và 10 quả trứng giống là 3,23 kg. Khối lượng trứng trung bình là 65,26g. 

### Thương phẩm
Trên đàn gà thương phẩm nuơi thịt Gà Hubbard - Classic nuôi thịt đến 07 tuần tuổi thì tỷ lệ nuôi sống đạt 96%. Khối lượng cơ thể trung bình đạt 2995g/con. Tiêu tốn thức ăn/kg tăng khối lượng của cơ thể: 1,99 kg. Tỷ lệ thân thịt lúc 06 tuần tuổi trung bình đạt 74,49%, tỷ lệ thịt đùi là 24,29%; tỷ lệ thịt ngực là: 27,71%, tỷ lệ thịt đùi + ngực đạt 51,99% và tỷ lệ mỡ bụng là 1,36%. Đối với gà Hubbard-Classic nuôi thịt xuất bán ở 06 tuần tuổi (42 ngày tuổi)cho hiệu quả kinh tế cao nhất.

## TạiViệt Nam
Giống gà thịt Coob Hubbard năng suất tương tự giống gà AA, gà Isa Vedette được nuôi nhiều ở các tỉnh phía Nam Việt Nam trong đó giống gà bố mẹ nhập từ Cộng hòa Pháp. Hubbard là giống gà công nghiệp do công ty sản xuất ra chủ yếu để phục vụ hệ thống chăn nuôi gia công trong tập đoàn. Chúng có khả năng sinh trưởng nhanh, thời gian nuôi ngắn ngày. 